# Hontianske Trsťany
Hontianske Trsťany (Hongaars: Hontnádas) is een Slowaakse gemeente in de regio Nitra, en maakt deel uit van het district Levice.
Hontianske Trsťany telt 328 inwoners.